# Ивановский, Филип
Филип Ивановский (макед. Филип Ивановски; 1 мая 1985, Скопье, СФРЮ) — северомакедонский футболист, нападающий.

## Биография

### Клубная карьера
Выступал за молодёжные клубы «Вардар» и «Работнички». Профессиональную карьеру начал в клубе «Работнички». После играл за клуб «Алюмина» в 2004 году. Летом 2004 года перешёл в клуб «Македония» из города Скопье. В сезоне 2005/06 вместе с командой занял 2 место в чемпионате Македонии уступив «Работнички», Ивановский стал вторым бомбардиром забил 22 мяча и уступил Стевице Ристичу, который забил 27 голов. Также в этом сезоне команда выиграла Кубок Македонии в финале победив «Шкендию» (3:2), Филип Ивановский забил гол в дополнительное время. Во второй половине сезона 2006/07 провёл 16 матчей и забил 10 голов.
Зимой 2007 года перешёл в польскую «Дискоболию», клуб за него заплатил 800 000 евро. В Экстраклассе дебютировал 3 марта 2007 года в матче против «Видзева» (0:0). В 2007 году вместе с командой выиграл Кубок и Суперкубок Польши.
Летом 2008 года перешёл в варшавскую «Полонию». В команде дебютировал 16 августа 2008 года в домашнем матче против краковской «Вислы» (0:2). Первый гол за «Полонию» забил 23 августа 2008 года в матче против «Лодзи» (1:2). В следующем матче 29 августа 2008 года против «Шлёнска» (3:0), Ивановский отметился хет-триком в ворота Войцеха Качмарека.

### Карьера в сборной
Выступал за молодёжную сборную Республики Македонии до 21 года. В национальной сборной Республики Македонии дебютировал 10 июня 2009 года в домашнем матче против Исландии (2:0), Ивановский вышел на 66 минуте вместо Ако Стойкова на 86 минуте он забил гол в ворота Гуннлейфура Гуннлейфссона.

## Достижения
- Серебряный призёр чемпионата Республики Македонии (1): 2005/06
- Бронзовый призёр чемпионата Македонии (1): 2006/07
- Обладатель Кубка Македонии (1): 2005/06
- Обладатель Кубка Польши (1): 2006/07
- Обладатель Кубка Казахстана (1): 2012
- Обладатель Суперкубка Польши (2): 2007, 2008